# Ulee Birah
Ulee Birah is een bestuurslaag in het regentschap Pidie van de provincie Atjeh, Indonesië. Ulee Birah telt 270 inwoners (volkstelling 2010).